# Strażnica (województwo świętokrzyskie)
Strażnica – wieś w Polsce położona w województwie świętokrzyskim, w powiecie koneckim, w gminie Smyków. 
W roku 2011 liczba mieszkańców we wsi Strażnica wynosiła 57.
W latach 1975–1998 miejscowość administracyjnie należała do województwa kieleckiego.
Przez wieś przechodzi  zielony szlak rowerowy z Sielpii Wielkiej do Błotnicy.
Wierni Kościoła rzymskokatolickiego należą do parafii Matki Bożej Częstochowskiej w Miedzierzy.